# Сабакін Лев Федорович
Саба́кін Лев Федорович (*1746, місто Стариця — †1813, місто Іжевськ) — російський механік-винахідник, конструктор годинників, колезький асесор. Член вільного економічного товариства. Нагороджений орденом Святого Володимира IV ступеня.

## Біографія
Після закінчення місцевої школи вступив на службу до Тверської карної палати копіювальником, але невдовзі зайняв посаду канцеляриста. Захоплювався механікою, виготовляв годинники, в 1776–1784 роках був головним губернським механіком в Твері. Дізнавшись про нього, Катерина II посилає його в Англію для вивчення практичної механіки, де він пробув з 1784 по 1786 роки. Після повернення до Росії Сабакін перекладає з англійської мови роботу Фергюссона «Лекции о разных предметах касающихся до механики, гидравлики и гидростатики, как то: о материи и её свойствах, о центральных силах, о механических силах, о мельницах, о кранах, о тележных колёсах, о машине колотить сваи и о гидравлических и гидростатических машинах вообще» (1787). До цього перекладу він приєднав свою статтю «О огненных машинах».
В 1797–1799 роках знову відвідав Англію, після чого назначається в Єкатеринбург механіком при канцелярії головного заводоуправління. В 1805–1813 роках за запрошенням Андрія Дерябіна служив на Іжевському та Воткінському заводах. Значно оновив машинний парк, провів заміну ручної праці машинною. На Воткінському заводі збудував перший на Уралі листокатальний стан з чавунними валками, повітродувну пічку. На Іжевському заводі виготовив шустовальний верстат для обробки каналу дула рушниці, чим збільшив виробництво в 16 разів.